# Sectonema ventralis
Sectonema ventralis är en rundmaskart. Sectonema ventralis ingår i släktet Sectonema och familjen Nygolaimidae. Inga underarter finns listade i Catalogue of Life.